# Classe Chasseur 1
La classe Chasseur 1 est le nom donné à un type de petites unités destinées à la lutte anti-sous-marine mis en chantier en 1932.

## Histoire
C'est la première classe de quatre  chasseurs de sous-marins expérimentale construite en France, destinée à remplacer les nombreux chasseurs américains de type C1, à coque bois, acquis juste après la Première Guerre mondiale.
D'abord numérotés CH1 à CH4, la marine de Vichy les reclassere patrouilleurs auxiliaires. Deux unités se sabordent à Toulon le 27 novembre 1942, le CH 1 et le CH 4, qui est renfloué par la Kriegsmarine pour devenir l'UJ6077. Il est coulé le 5 juillet 1944.
Les deux bâtiments survivants, CH 2 et CH 3, sont démolis en 1945 et 1948.

## Les unités
| Nom        | Chantier                                 | Lancement   | Service | Fin de carrière                                                          |
| ---------- | ---------------------------------------- | ----------- | ------- | ------------------------------------------------------------------------ |
| Chasseur 1 | Ateliers et chantiers de Bretagne Nantes | 1933        | 1934    | sabordé le 24 novembre 1942                                              |
| Chasseur 2 | Ateliers et Chantiers de Bretagne Nantes | 1933        | 1934    | démoli en août 1945                                                      |
| Chasseur 3 | Ateliers et Chantiers de Bretagne Nantes | 1933        | 1934    | démoli en novembre 1948                                                  |
| Chasseur 4 | Ateliers et Chantiers de Bretagne Nantes | 6 mars 1934 | 1934    | sabordé le 24 novembre 1942 Uj 6077 Kriegsmarine coulé le 5 juillet 1944 |